# Aldeavieja de Tormes (kommunhuvudort)
Aldeavieja de Tormes är en kommunhuvudort i Spanien.   Den ligger i provinsen Provincia de Salamanca och regionen Kastilien och Leon, i den centrala delen av landet, 160 km väster om huvudstaden Madrid. Aldeavieja de Tormes ligger 910 meter över havet och antalet invånare är 131.
Terrängen runt Aldeavieja de Tormes är platt åt nordväst, men åt sydost är den kuperad. Runt Aldeavieja de Tormes är det mycket glesbefolkat, med 7 invånare per kvadratkilometer. Närmaste större samhälle är Guijuelo, 5,3 km sydväst om Aldeavieja de Tormes. Trakten runt Aldeavieja de Tormes består till största delen av jordbruksmark.